# Soolohitschna-Straße
Die Soolohitschna-Straße (ukrainisch Зоологічна вулиця, russisch Улиця Зоологическая, wiss. Transliteration Zoolohična vulycja) ist eine Straße in der ukrainischen Hauptstadt Kiew. Sie verbindet den Siegesprospekt mit der Degtjarіwska-Straße. Die Straße liegt im Ortsteil Schuljawka im Rajon Schewtschenko zwischen dem Kiewer Zoo und dem Kulturpalast Bolschewik bzw. dem Puschkin-Park.

## Geschichte
Die Straße taucht erstmals zu Beginn des 20. Jahrhunderts im Zuge der Stadterweiterung Kiews auf. Zuerst namenlos, erhielt sie ihren derzeitigen Namen im Jahr 1949. Zunächst war der Name Parkstraße vorgesehen, um jedoch Verwechslungen mit einer gleichnamigen, bereits vorhandenen Straße zu vermeiden, wurde der Name Soologitscheskaja vergeben.

## Institutionen
Östlich der Straße erstreckt sich fast auf deren ganzer Länge der Kiewer Zoo.
Westlich der Straße liegen zahlreiche medizinische Einrichtungen, darunter
- die Bibliothek der Medizinischen Universität (Nr. 1)
- die Sanitär- und Hygieneabteilung der Medizinischen Universität (Nr. 1)
- die Fakultät für Hygiene und Ökologie der Medizinischen Universität (Nr. 1)
- die Zahnmedizinische Abteilung der Medizinischen Universität (Nr. 1)
- das Institut für Hals-Nasen-Ohrenheilkunde „Professor O. S. Kolomijtschenko“ (Nr. 3)
- die Abteilung für Onkopathologie der HNO-Organe (Nr. 3)
- das städtische Krankenhaus Nr. 14 (Nr. 3)
- das Institut für Reproduktionsgenetik (Nr. 3D)

Außerdem liegt an der Straße noch die städtische Schule Nr. 7.
Von der Straße zweigt die Moldowska-Straße ab, an der sich weitere medizinische Einrichtungen befinden.